# Hassan Ali Khayre
Hassan Ali Khayre (in somalo Xasan Cali Khayre, in arabo حسن علي خيري‎?; Jacar Galgaduud, 15 aprile 1968) è un politico somalo con cittadinanza norvegese. Dal 1º marzo 2017 al 25 luglio 2020 ha ricoperto la carica di Primo ministro della Repubblica Federale di Somalia.

## Biografia
Hassan Ali Khayre è nato in un paese della Somalia centrale chiamato Jacar Galgaduud, a circa 50 chilometeri da El Buur, da una famiglia della tribù Murusade, un ramo della più grande tribù Hauia. Ha studiato nella scuola primaria e secondaria a Mogadiscio. Nel 1991, durante la guerra civile, si è trasferito come rifugiato in Norvegia, dove ha ottenuto la cittadinanza, proseguendo i suoi studi presso l'Università di Oslo e laureandosi nel 1994.
Dopo un'esperienza di lavoro decennale come coordinatore presso il Consiglio Norvegese per i Rifugiati (NRC) di Oslo, nel 2013 viene nominato direttore esecutivo della compagnia petrolifera privata Soma Oil & Gas.
Il 23 febbraio 2017 viene designato Primo Ministro del paese dal presidente Mohamed Abdullahi Mohamed, decisione approvata all'unanimità dal Parlamento il successivo 1º marzo.
Il 25 luglio 2020 viene rimosso dalla carica a seguito della votazione di una mozione di sfiducia presentata da alcuni parlamentari.